# Angraecum vesiculatum
Angraecum vesiculatum är en orkidéart som beskrevs av Rudolf Schlechter. Angraecum vesiculatum ingår i släktet Angraecum och familjen orkidéer. Inga underarter finns listade i Catalogue of Life.